# Bir Ali Ben Khalifa (délégation)
Pour les articles homonymes, voir Ben Khalifa.
Bir Ali Ben Khalifa est une délégation tunisienne dépendant du gouvernorat de Sfax.
Créée en 1956, elle se divise en douze imadas : Bir Ali Ben Khalifa, Bou Slim, El Abraj, El Gandoul, Ennadhour, Ouadrane Nord, Ouadrane Sud, Oued Echeikh, Sdiret Nord, Sdiret Sud, Sidi Ali Bel Abbed et Sidi Dhaher.
En 2004, elle compte 50 059 habitants dont 24 483 hommes et 25 576 femmes répartis dans 9 598 ménages et 11 368 logements.